# American Bar Association
De American Bar Association (afgekort ABA) is een Amerikaanse nationale beroepsorganisatie van advocaten. Opgericht op 21 augustus 1878, heeft ze bijna 400.000 leden, wat haar de grootste beroepsorganisatie van advocaten ter wereld maakt. Ze verenigt op vrijwillige basis advocaten en rechtsstudenten. De American Bar Association heeft haar hoofdkwartier in Chicago, en een vestiging in Washington D.C.. Haar doelstellingen zijn onder meer het opstellen van deontologische codes voor de advocatuur, het opstellen van academische standaarden voor rechtsfaculteiten en het verstrekken van opleiding aan haar leden.

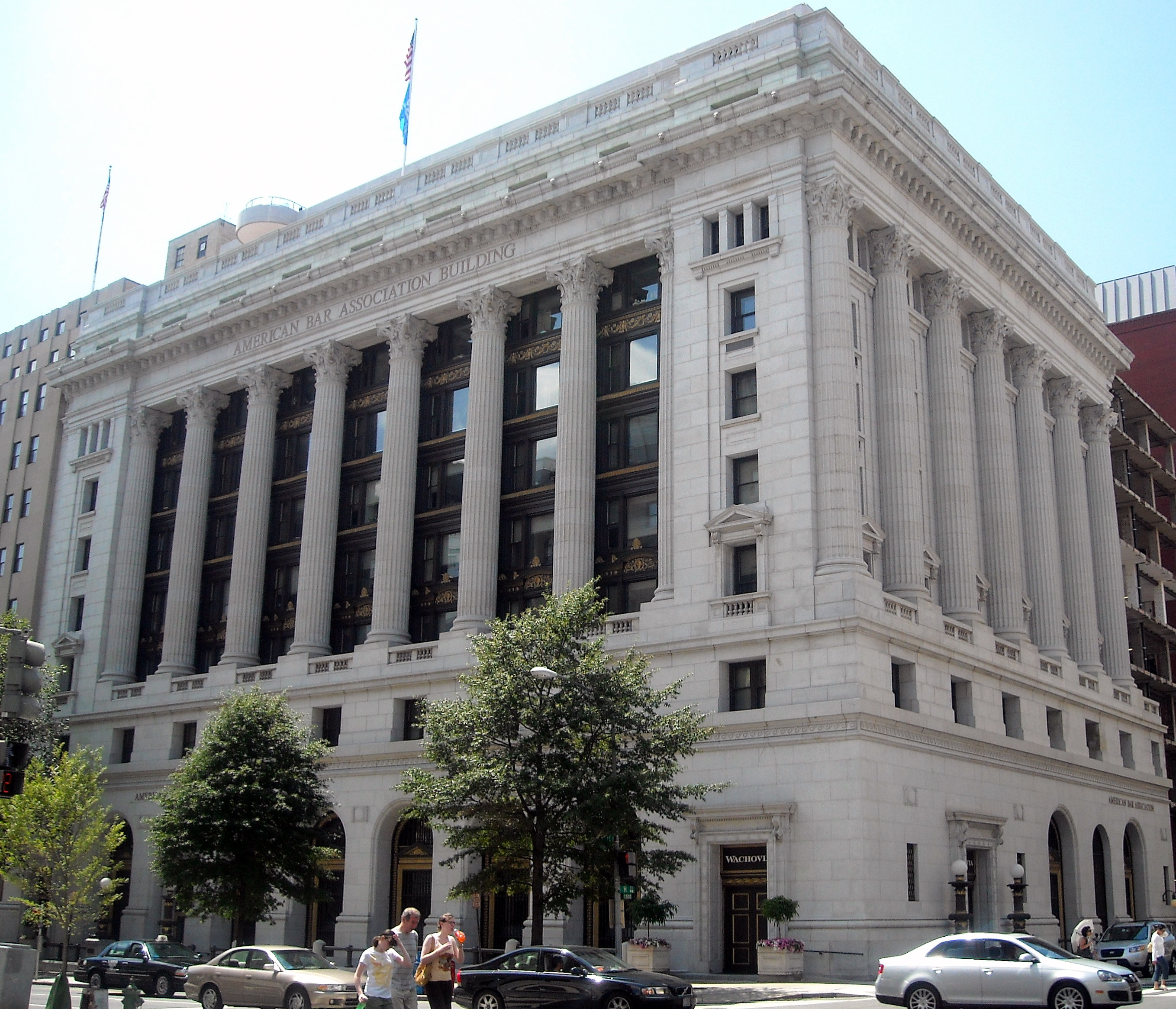
Gebouw van de American Bar Association in Washington, D.C.

## Ontstaan[3]
De American Bar Association werd op 21 augustus 1878 in Saratoga Springs (New York) opgericht door 100 advocaten uit 21 staten. De advocatuur was ongeorganiseerd. Advocatenkantoren met meerdere advocaten bestonden nauwelijks, van nationale deontologie geen sprake en er was geen nationale beroepsorganisatie die als platform kon dienen om de stijgende complexiteit van het beroep te bespreken.
In haar eerste statuten stelde de American Bar Association zich tot doel de rechtswetenschap en de rechtsbedeling te bevorderen en uniformiteit van wetten in de Verenigde Staten na te streven. Deze doelstellingen maken nog steeds deel uit van haar charter.

## Deontologische codes
De American Bar Association speelt een belangrijke rol in de totstandkoming en evolutie van de deontologische regels die het beroep van advocaat in de Verenigde Staten beheersen. Haar Model Code of Professional Responsibility (1969) en/of de recentere Model Rules of Professional Conduct (1983) zijn van toepassing in 49 van de 50 staten en het District of Columbia. De enige uitzondering is Californië. Maar zelfs daar zijn bepaalde hoofdstukken uit de deontologie duidelijk op de teksten van de American Bar Association geïnspireerd.

## Erkenning van rechtsfaculteiten
De American Bar Association heeft een kwaliteitsstandaard opgesteld voor rechtsfaculteiten en verleent erkenning aan rechtsfaculteiten die aan de standaard voldoen. In veel Amerikaanse staten is een diploma van een door de ABA erkende rechtsfacultateit een voorwaarde om aan het balie-examen te mogen meedoen, of om zich als advocaat van één staat in een andere staat te mogen vestigen.

## Permanente vorming
De American Bar Association Center for Continuing Legal Education (ABA-CLE) voorziet ook een platform voor de permanente vorming van advocaten, via een scala van congressen, conferenties, seminars, webinars, video- en telefoonseminars, zowel in de Verenigde Staten als daarbuiten.